# Pedro Azara Nicolás
Pedro Azara Nicolás (Bois-Colombes, França, 1955) és un arquitecte francès. Doctor Arquitecte (1986). Professor associat de Teoria de l'Art a l'Escola de Disseny Elisava de Barcelona (1986-87). Professor associat d'Estètica a l'Escola d'Òptica de la Universitat Politècnica de Catalunya, Terrassa (1993-95). Professor titular d'Estètica a l'Escola Tècnica Superior d'Arquitectura de Barcelona (ETSAB) a temps complet (1987-). Cap de Secció (Secció d'Estètica) (1994-). Secretari del Departament de Composició Arquitectònica (1996-1999). Membre de la Junta de l'Escola Tècnica Superior d'Arquitectura de Barcelona (1994-), i de la Comissió de doctorat del Departament de Composició (1996-99). Comissari de diverses exposicons realitzades algunes d'elles al CCCB.